# Lukas Arvidsson
Lukas Arvidsson, född 1984, är svensk konsertorganist och riksspelman på träskofiol. Han studerade till organist på Högskolan för scen och musik i Göteborg 2003–2008 och fortsatte med diplomstudier på Hochschule für Künste i Bremen, Tyskland, för professorerna Harald Vogel, Hans Davidsson och Edoardo Belotti.
Sedan 2020 är Arvidsson konstnärlig ledare för Leufsta Cahman Academyoch organist i Lövstabruks kyrka på den historiska Cahmanorgeln från 1728. Han är också en av de konstnärliga ledarna inom ECHO - European Cities of Historical Organs.
Tillsammans med violinisten Greger Siljebo har han spelat in CD:n Folkbarock & andra rockar i Gammalkils kyrka vid Schiörlinorgeln.